# Oktogon (stacja metra)

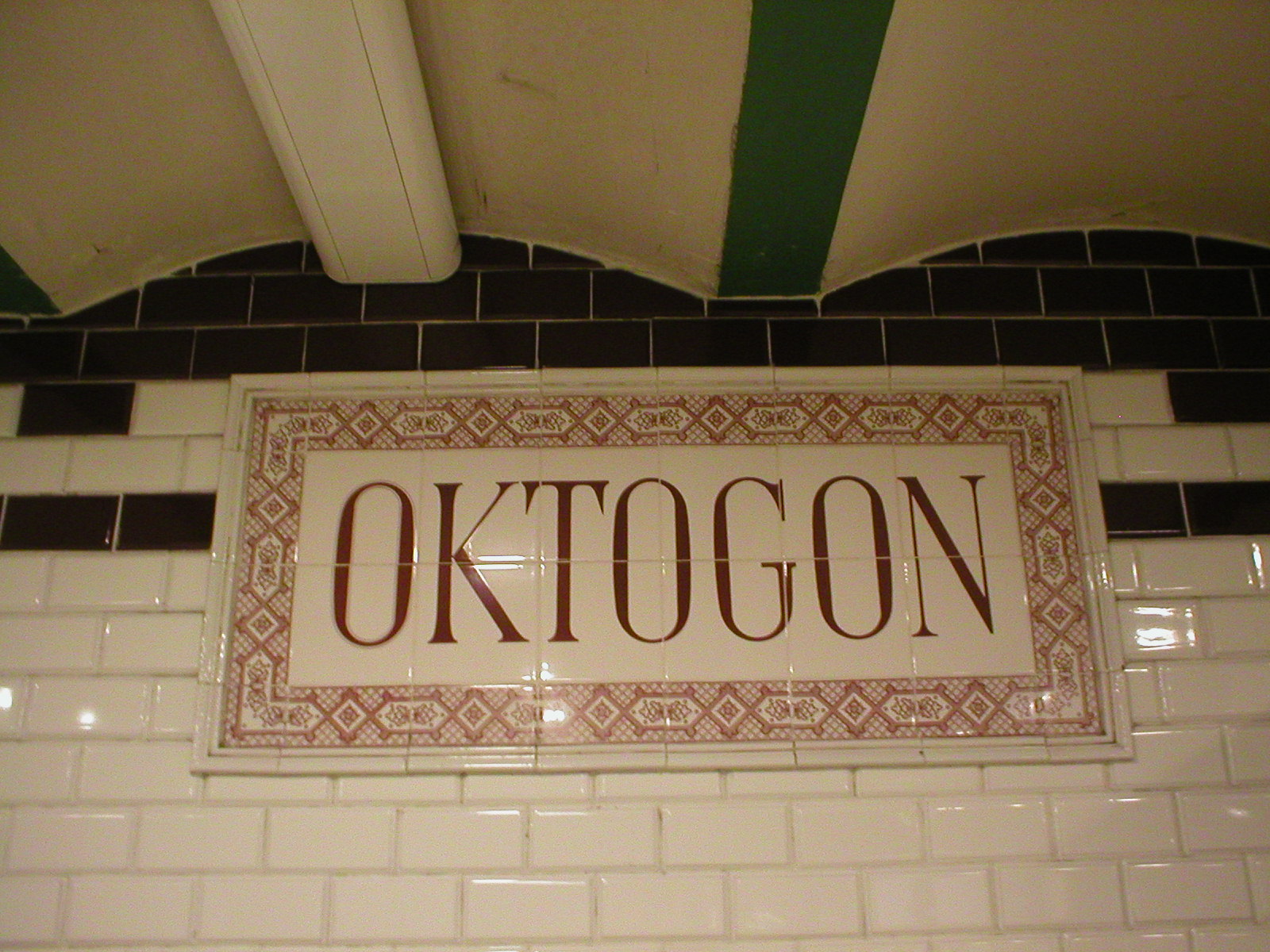
Oktogon

Oktogon to stacja metra w Budapeszcie na Linii M1. Oddana do użytku została w roku 1896. Stacja znajduje się na placu o tej samej nazwie, który łączy Bulwar Wielki z Aleją Andrássyego, która to jest jedną z najważniejszych arterii komunikacyjnych Pesztu. Stacja Oktogon położona jest ponad 3 m pod ziemią, wygląd stacji przypomina klasyczny wystrój żółtej linii budapeszteńskiego metra. Duży ruch stacja może zawdzięczać swojemu położeniu - Oktogon jest centralnym punktem od którego mierzone są wszystkie odległości od Budapesztu do wszystkich miejscowości położonych na Węgrzech. Nazwa "Oktogon" pochodzi od węgierskiej nazwy ośmiokąta, w którego kształcie jest plac przy którym znajduje się stacja. W czasach komunistycznych, plac ten jak i sama stacja, nosiły nazwę November Hetedike Ter (Plac Siódmego Listopada).